# 2019년 12월 죽음
다음은 2019년 12월에 사망한 저명한 인물 목록이다.
- 12월 1일
  - 대한민국의 가수 정동권
  - 미국의 영화배우 셸리 모리슨
- 12월 3일
  - 대한민국의 문화기관단체인 차길진
  - 대한민국의 배우 차인하
- 12월 5일 - 대한민국의 공무원 정경진
- 12월 7일 - 대한민국의 민주운동가 오종렬
- 12월 8일
  - 미국의 경제학자 폴 볼커
  - 미국의 가수 주스 월드
  - 미국의 영화배우 러네이 오베어전와
- 12월 9일 - 대한민국의 기업인 김우중
- 12월 10일
  - 대한민국의 가수 이해연
  - 러시아의 정치인 유리 루시코프
- 12월 11일 - 대한민국의 국회의원 오세응
- 12월 12일
  - 미국의 영화배우 대니 아엘로
  - 뉴질랜드의 육상선수 피터 스넬
- 12월 13일 - 미국의 정치인 리처드 G. 해처
- 12월 14일
  - 대한민국의 기업인 구자경
  - 덴마크의 영화배우 아나 카리나
  - 미국의 은행가 펠릭스 로하틴
- 12월 16일 - 대한민국의 군인 이기백
- 12월 18일 - 프랑스의 싱어송라이터 알랭 바리에르
- 12월 20일
  - 대한민국의 영화배우 전계현
  - 독일의 수영선수 롤란트 마테스
- 12월 21일 - 잉글랜드의 축구선수 마틴 피터스
- 12월 24일 - 대한민국의 행정학자 김광웅
- 12월 26일 - 미국의 영화배우 수 라이언
- 12월 30일 - 미국의 산업디자이너 시드 미드
- 12월 31일 - 일본의 야구선수 이노우에 요시오